# Hyperimerus
Hyperimerus is een geslacht van vliesvleugeligen uit de familie Pteromalidae. De wetenschappelijke naam van dit geslacht is voor het eerst geldig gepubliceerd in 1917 door Girault.

## Soorten
Het geslacht Hyperimerus omvat de volgende soorten:
- Hyperimerus corvus Girault, 1917
- Hyperimerus pusillus (Walker, 1833)